# Anisodes khakiata
Anisodes khakiata là một loài bướm đêm trong họ Geometridae.